# Grisha-klassen
Grisha-klassen (Projekt 1124 Albatros-klassen; (russisk): Альбатрос;) er en serie af store antiubådskorvetter bygget i Sovjetunionen og Rusland fra 1968 til 1994. Disse skibe har en begrænset rækkevidde og var primært brugt i kystnære farvand. De var udrustet med en vifte af ASW våben og et SA-N-4 missilsystem. De var alle udstyret med aktive stabilisatorsystemer Den russiske betegnelse for skibe i denne klasse er "Малый противолодочный корабль" (Lille antiubådsskib).
Klassen blev modificeret igennem sin lange byggeperiode, og NATO betegner de forskellige opgraderinger som underklasser benævnt Grisha I til V.

## Varianter
- Grisha I (1124.1) blev bygget som 12 skibe mellem 1970-1974 og de sidste udgik i 2008

- Grisha II (1124P) var bygget til KGB-kystbevogtningen. Havde en ekstra 57 mm kanon på fordækket som erstatning for SA-N-4 missilsystemet. Der blev bygget 17 skibe i 1970'erne[1]. To blev overført til den ukrainske flåde og omkring 7 er stadig i tjeneste ved den russiske kystvagt.

- Grisha III (1124M) blev bygget i de sene 1970'ere frem til de tidlige 1980'ere. Disse enheder indeholdt mange små modifikationer, en 30 mm maskinkanon og opgraderet elektronik. Omkring 20 skibe er stadig i russisk tjeneste. 2 skibe er i tjeneste i den litauiske flåde

- Grisha IV (1124K) var en testplatform for SA-N-9 missilsystemet og er blevet udfaset.

- Grisha V (1124 ME) skibene blev bygget mellem 1985 og 1994. Disse skibe er blevet yderligere modificeret og den dobbelte 57 mm kanon er blevet udskiftet med en enkelt 76 mm kanon. Der blev bygget tredive skibe og omkring 28 skibe er stadig aktive i den russiske flåde. Ternopil (U209) indgik i 2006 i den ukrainske flåde.

## Eksterne links
- Wikimedia Commons har flere filer relateret til Grisha-klassen
- globalsecurity.org: Project 1124 Albatros Grisha klassen Besøgt 13. august 2011 (engelsk)
- fas.org: Project 1124 Albatros Grisha klassen Besøgt 13. august 2011 (engelsk)
- rusarmy.com: Малый противолодочный корабль проекта 1124 "Альбатрос" Besøgt 13. august 2011 (russisk)
- nationmaster.com: Grisha klassen Arkiveret 27. januar 2022 hos  Wayback Machine Besøgt 13. august 2011 (engelsk)